# Лиляна Димитрова-Тодорова
Вижте пояснителната страница за други личности с името Лиляна Димитрова.
Лиляна Дойчева Димитрова-Тодорова е българска езиковедка, ст.н.с. II степен д.ф.н.

## Биография
Родена е в Габрово. Завършва политехническата гимназия „Васил Априлов“ в същия град. Висшето си образование (специалност „Българска филология“, втора специалност „Руска филология“) получава в Софийския държавен университет. Защитава успешно дипломна работа на тема Местните имена в гр. Панагюрище и с. Оборище, Панагюрско под научното ръководство на проф. Моско Москов. 
От 1968 до 1970 г. работи като хоноруван сътрудник във вестниците „Вечерни новини“ и „Отечествен фронт“ в София. От 1970 г. работи в Института за български език при БАН като ръководител на секция за българска етимология.
През 1993 г. защитава успешно дисертация на тема Местните имена в процеса на езиковата комуникация (въз основа на материал от Поповско) и придобива научната степен доктор.
През 2010 г. защитава докторска дисертация на тема Собствените имена в България. Изследвания, анализ, проблеми и получава научна степен „доктор на филологическите науки“.

## Научна дейност
Лиляна Димитрова-Тодорова е изследовател в областта на етимологията, ономастиката и социолингвистиката, както и на славянското и балканското езикознание. Научното ѝ творчество обхваща над 200 публикации (3 монографии, студии, статии, рецензии) в авторитетни български и чуждестранни научни издания. Един от авторите на академичния „Български етимологичен речник“ и на „Славянски ономастичен атлас“, подготвян от международен колектив от учени. Автор на частта за ономастиката в България в двутомната „Енциклопедия на славянската ономастика“, издадена в Полша.
Трудовете ѝ се цитират от редица учени като Иван Дуриданов, Максим Младенов, О. Н. Трубачов, В. Е. Орел, Л. Мареш и мн. др.
Участвала е с приносни научни доклади в 70 международни конгреси, конференции и симпозиуми и в няколко национални. Специализирала е в Полша по проблемите на славянската етимология и ономастика.

## Международна дейност
Член на Интернационалния съвет за ономастични науки (ISOS), Международната комисия по ономастика, Етимологичната комисия на Международния комитет на славистите, Обществото за ономастични изследвания в Източен Тирол (Австрия), Българо-полското дружество „Боян Пенев“ към Полския институт в София и др. Член на редакционната колегия на списание „Български език“.

## „Местните имена в Поповско“
Авторка на монографията Местните имена в Поповско, излязла от печат през 2006 г. - книга, в която е събран и научно интерпретиран богат исторически, археологически, краеведски, етнографски, фолклорен, езиков и топонимичен материал от бившата Поповска околия (51 селища) в Североизточна България. Материалът е подложен на всестранен топонимичен анализ (фонетичен, морфологичен, словообразувателен, семантичен и етимологичен). Основна част в труда заема Речникът на топонимите в Поповско, който съдържа пълни данни за пространствената и географската характеристика на обектите. В него е дадено научно обяснение за произхода на всеки един топоним. В труда са направени важни изводи за етногенезиса на населението в Поповско.

## „Собствените имена в България“
През 2011 г. излиза от печат обобщаващият труд на Лиляна Димитрова-Тодорова „Собствените имена в България“ като резултат от дългогодишните и задълбочени изследвания на авторката в областта на ономастиката.